# Valley of Jehosaphat
A 
Valley of Jehosaphat egy 1999-es dub lemez Augustus Pablótól.

## Számok
1. Kushites (3:55)
2. Kushites Dub (4:03)
3. Valley of Jehosaphat (4:01)
4. Jah Express (4:42)
5. Sky Gazer (4:17)
6. Foggy Mountain (3:44)
7. Chalawa (3:52)
8. 3rd Generation (3:43)
9. Omega Africa (4:00)
10. Internal Struggle (3:39)
11. Sea Shell Dub (3:43)
12. Burning Drums (3:31)
13. Sleeping Chariots (4:41)
14. Ethiopian Binghi Drums (3:56)
15. Lymphatic Time (3:11)